# طالب ممرض

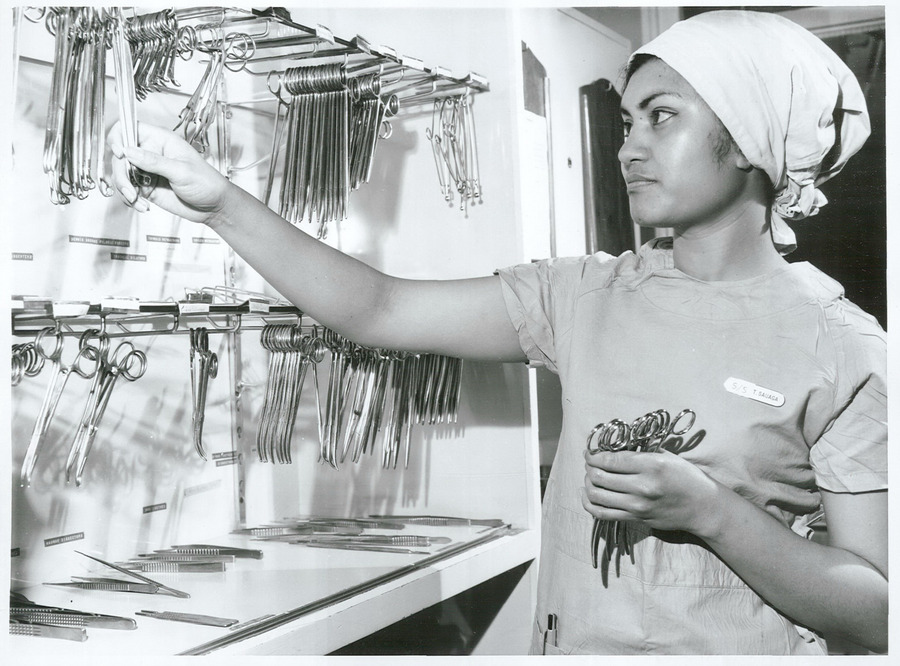

طالب ممرض (بالإنجليزية: student nurse)‏ هو برنامج تعليمي للطلاب في مرحلة ما بعد الثانوي والذي يمنح الطالب الشهادة والترخيص لممارسة مهنة التمريض، عادة كجزء من برنامج تديره مدرسة التمريض، عادة ما ينطبق عنوان "طالب التمريض"على الطلاب المسجلين في البرنامج التدريبي لمهنة التمريض، يمكن للطلاب الممرضين التسجيل في البرنامج، الذي يؤدي إلى امتلاك شهادة الدبلوم أو شهادة المشاركة أو درجة البكالوريوس لعلم التمريض.
بعد الانتهاء من هذا البرنامج، يتطلب من الطلاب الممرضين استمرارهم في التعليم للحفاظ على ترخيصهم وتسجيلهم في هذا البرنامج. بحلول عام 2018 سوف يتوفر نمواً نحو 22% من الوظائف في مجال التمريض حيث أنها تعتبر الوظيفة الأسرع نموا في البلاد.

## اقرأ أيضا
- الخط الزمني لتاريخ التمريض
- أخلاقيات التمريض